# Âne des Pyrénées
L’âne des Pyrénées est une race d’ânes originaire du sud et du sud-ouest de la France. On distingue deux types différents mais qui partagent un même standard : le type gascon, petit et trapu, et le type catalan, fin et élégant. C'est un âne très polyvalent que l'on utilise aussi bien pour le bât et l'attelage, que pour la production mulassière.

## Histoire
Les origines de l'âne des Pyrénées sont complexes puisqu'au vu de la grande étendue de son berceau d'origine, une grande variété de types d'âne était autrefois connue.
En France, on parlait ainsi de types Lourdais, Tarbais, de Tournay, du Béarn ou de Balagué ; et en Espagne de types de Vic ou d'Urgell. Tous ces types sont aujourd'hui regroupés sous seulement deux types, le type Gascon et le type Catalan avec un désir de regrouper la population autour d'un même standard fondé sur l'iconographie d'archives et sur les descriptions des hippologues données au cours des derniers siècles.
La race est reconnue par le ministère de l'Agriculture et les Haras nationaux depuis 1997.

## Description
L'âne des Pyrénées se distingue par deux types :
- Le type gascon, pour les animaux d'aspect trapu dont la taille est comprise entre 1,20 m et 1,35 m[3].
- Le type catalan, pour les animaux d'aspect fin et élégant, à l'ossature légère, et dont la taille est supérieure à 1,35 m[3].

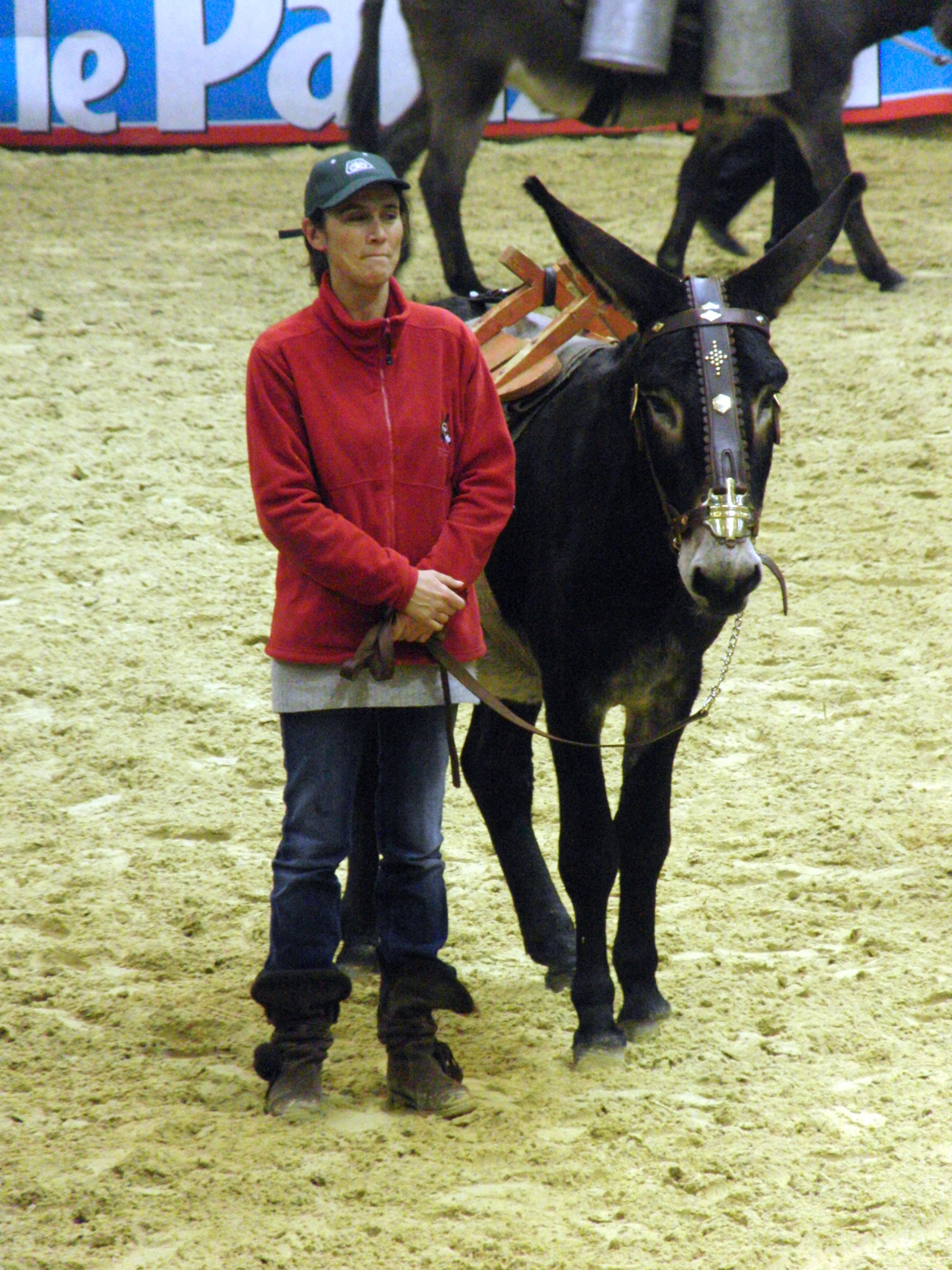
Un âne des Pyrénées de type gascon.
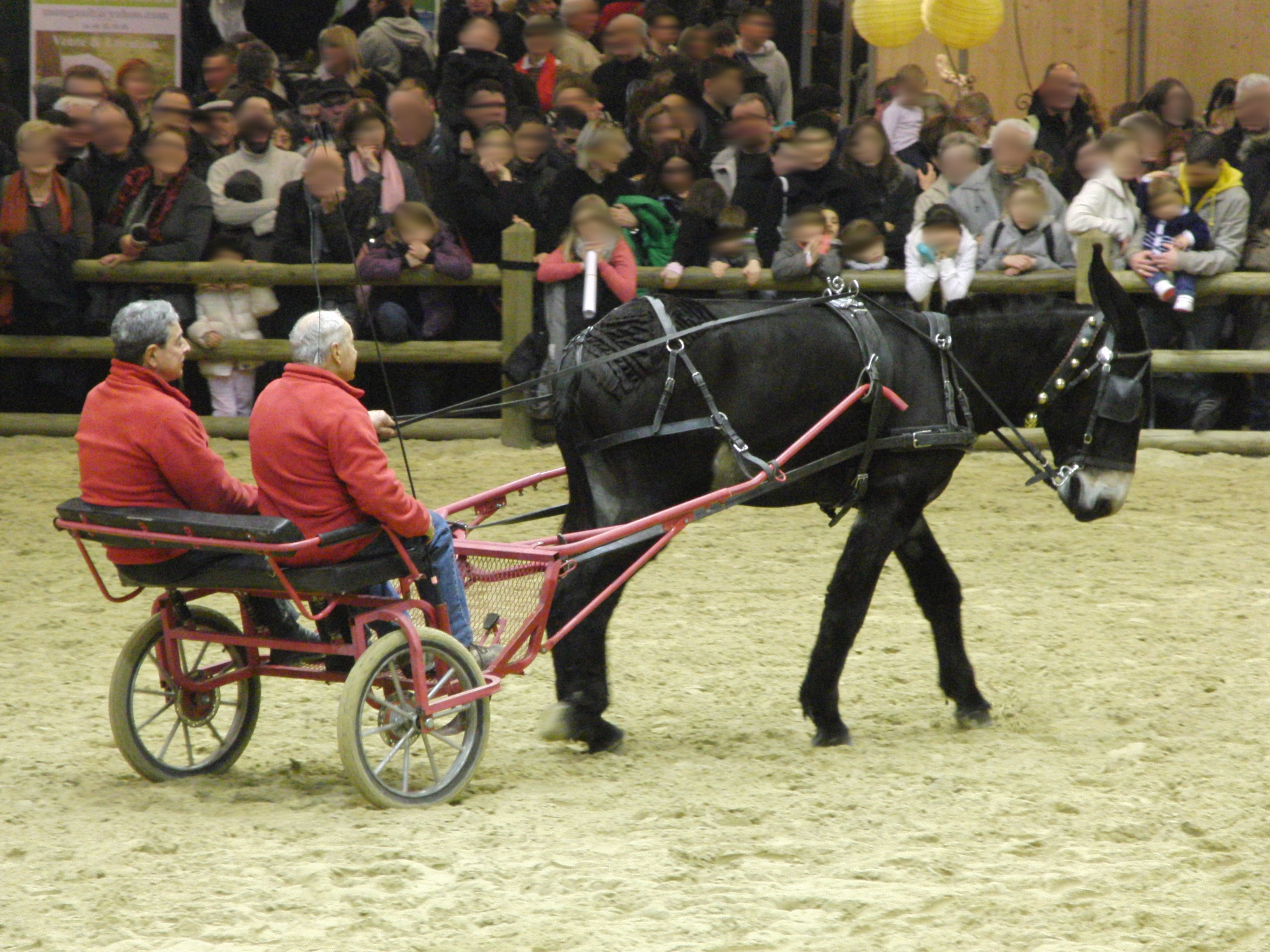
Un âne des Pyrénées de type catalan.

L'âne des Pyrénées présente les caractéristiques suivantes : sa tête est large et sèche. Son profil est droit ou mieux, concave. Les oreilles sont longues et portées en avant. Elles sont garnies de duvet parfois débordant. 
La bouche est large, les lèvres fermes, les naseaux sont bien ouverts. L'œil est expressif et vif.
Sa robe est noire, noir pangaré, bai foncé. Le pourtour des yeux, le bout du nez, les aisselles, le ventre et l'intérieur des membres sont décolorés.
La zone tangente entre les deux couleurs est souvent nuancée de roux. La peau est très fine.
Son encolure est longue, la ligne du dessus est bien musclée et le garrot peu prononcé. Le poitrail est plutôt plat mais éclaté. La croupe est brève et rabattue, la hanche est parfois saillante. Les membres sont bien dirigés, le sabot est large et le paturon long.

## Utilisations

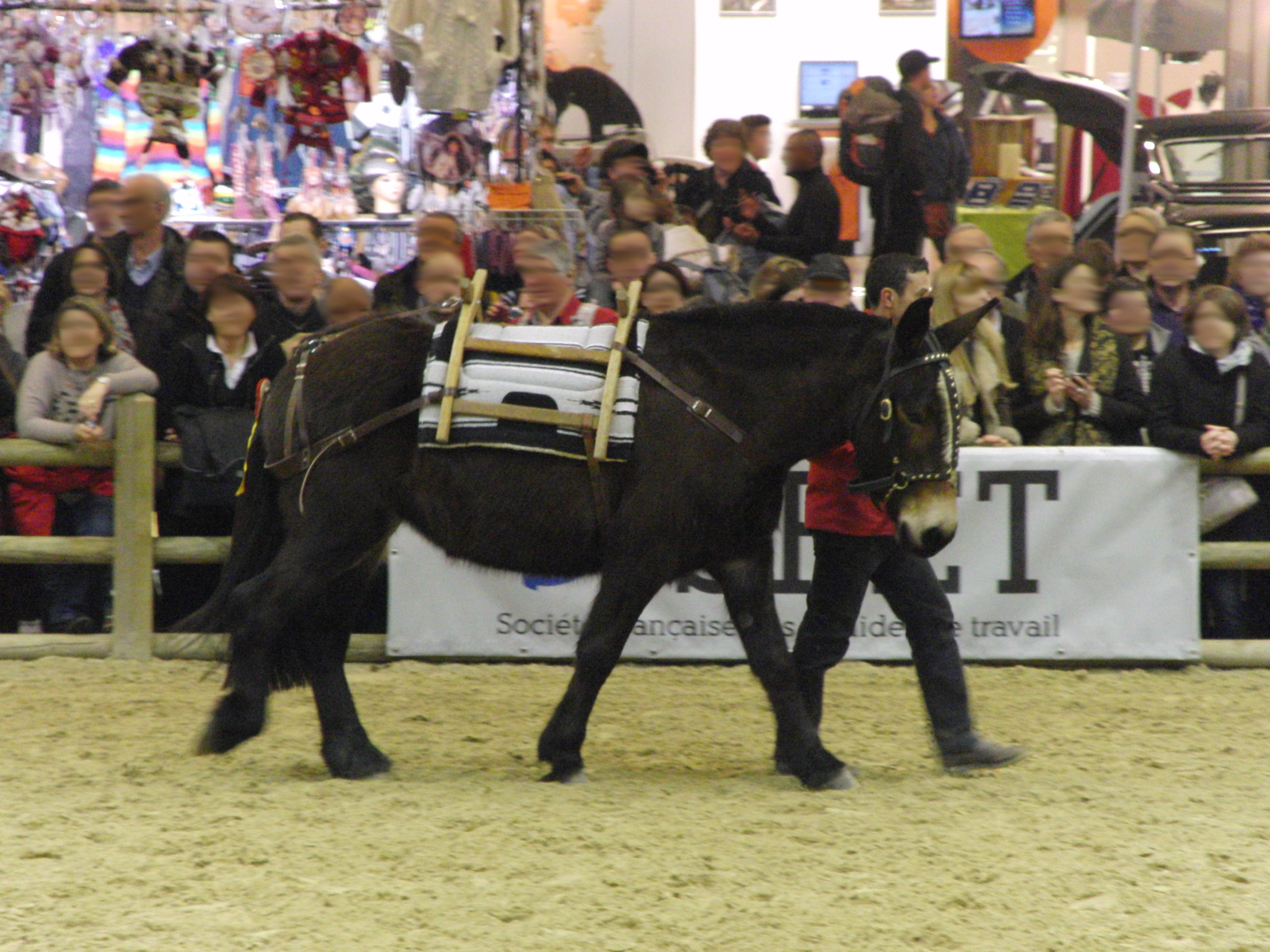
Mule des Pyrénées bâtée au salon international de l'agriculture de 2013.

L'âne des Pyrénées est très polyvalent. Les ânes de petite taille, de type gascon, sont utilisés à l'attelage et au bât, où ils sont capables de porter le quart de leur poids. Ceux de plus grande taille, de type catalan, sont eux plutôt utilisés pour leurs aptitudes mulassières. On les croise ainsi avec des juments mérens, castillonnaises, percheronnes, bretonnes, anglo-arabe ou pure race espagnole.
D'autres pistes sont aussi aujourd'hui étudiées. On l'utilise pour le débroussaillage et comme animal pédagogique. Le lait d'ânesse, reconnu comme étant le plus proche du lait humain et le mieux à même de s'y substituer, et les produits cosmétiques dérivés sont aussi notables.

## Diffusion de l'élevage

Logo de Association nationale ânes et mulets des Pyrénées.

Le berceau de la race est principalement centré sur deux régions : Nouvelle-Aquitaine et Occitanie.
Si l'âne des Pyrénées a été menacé, comme toutes les races d'ânes, par la mécanisation agricole, l'élevage français est aujourd'hui stable, voire en légère augmentation. On compte 41 éleveurs en activité en 2013. Cette même année, 164 ânesses des Pyrénées ont été saillies, dont 143 pour produire de l'âne des Pyrénées, et 30 baudets étaient en activité.
| Année                          | 2006 | 2007 | 2008 | 2009 | 2010 | 2011 | 2012 | 2013 |
| ------------------------------ | ---- | ---- | ---- | ---- | ---- | ---- | ---- | ---- |
| Nombre de naissances en France | 66   | 71   | 70   | 65   | 58   | 74   | 75   | 87   |

En 2023, il est considéré par l'Institut national de recherche pour l'agriculture, l'alimentation et l'environnement (INRAE) comme une race asine française menacée d'extinction.